# Beretta ARX-160
Beretta ARX-160 je modularna automatska puška koju je dizajnirala i proizvodi talijanska industrija oružja Beretta. Razvijena je za potrebe talijanskih oružanih snaga u sklopu programa modernizacije Soldato Futuro (hrv. Vojnik budućnosti). Za pušku je razvijen i 40 mm bacač granata GLX-160 koji se može postaviti ispod cijevi oružja ili se koristiti zasebno.
Također, nezavisno od vojnog programa, oružje je ponuđeno i civilnom tržištu.

## Povijest
Talijanska vojska se kroz program modernizacije Soldato Futuro odlučila opremiti novim oružjem. Izazov je preuzela domaća industrija Beretta te je vojsci ponudila modularnu pušku koja je kompatibilna STANAG normama te pogodna za ljevoruke i desnoruke vojnike a proizvodi se s tri osnovne dužine cijevi.
Glavni zahtjevi na temelju kojih je razvijen ARX-160 bili su smanjenje mase i povećanje kompletne ergonomije u odnosu na prethodni AR-70/90. Konfiguracija ARX-160 je tradicionalna, sa širokom upotrebom tehnopolimera koji je omogućio da se konstruira lako i ergonomsko oružje. Puška je modernog dizajna kao primjerice Berettin poluautomatski karabin Storm. 

## Tehničke karakteristike
ARX-160 je opremljen teleskopski podešavajućim kundakom koji je kompletno preklopiv na desnu stranu radi zauzimanja što manjeg prostora. Sklapanje kundaka je lako, zahvaljujući prije svega jednom polukružnom dugmetu smještenom na lijevoj strani oružja (iznad rukohvata). Blokiranje sklopljenog kundaka se vrši pomoću odgovarajuće kočnice direktno integrirane u sanduku oružja. Međutim, mana kundaka je ta što nema kočnicu i prilikom izvlačenja kundaka. To dovodi do toga da se izvlačivi dio kundaka može lako izgubiti prilikom izvlačenja u tzv. stresnim situacijama.
Automatska puška je sačinjena od četiri podgrupe: kundaka, cijevi sa zatvaračem, donjeg kućišta (što uključuje rukohvat, sanduk i sustav hranjenja streljivom) te gornjeg kućišta. Na gornjem dijelu puške nalazi se aluminijska Picatinny šina (jedna od četiri koje su prisutne na ovom oružju). Dvije Picatinny šine nalaze se s obje strane prednje obloge (rukohvata) dok se četvrta nalazi ispod cijevi oružja i na koju se obično montira podcijevni bacač granata. Remen za prenošenje puške može se kopčati na šest odgovarajućih točaka: po dvije na svakoj strani sanduka oružja, jedna na kundaku i jedna na plinskom cilindru.
Beretta ARX-160 je u pogledu sustava funkcioniranja, oružje tradicionalnog tipa: mehanizam paljbe temelji se na sustavu pozajmice barutnih plinova. Klip je kratkog hoda i samopodešavajući (kao na Rx4 Storm) ali je manjih dimenzija u odnosu na klasični prisutan kod AR70/90. Također, i u pogledu zatvarača, oružje je tradicionalnog tipa.
Lako dostupan selektor paljbe ima tri pozicije: poluautomatska i automatska paljba te kočnica (izbačena je mogućnost rafalne paljbe od dva do tri metka). Funkcija rafalne paljbe danas se smatra nepotrebnom komplikacijom jer i s minimalnom obukom današnji profesionalci mogu pucati poluautomatskom paljbom ali isto tako uzimajući u obzir i ne baš veliku kadencu gađanja.
Selektor paljbe i sustav izbacivanja čahura su kompletno promjenjivi dok je postupak promjene konfiguracije za dešnjake na onu za ljevake prilično jednostavan te zahtjeva desetak sekundi. Pritiskom na dugme na kućištu, izbacivanje čahura prelazi s desne na lijevu stranu (i obrnuto) dok selektor paljbe može biti premješten s jedne na drugu stranu jednostavnim pritiskom prsta, ali tek pošto se preventivno blokira zatvarač. Također, selektor paljbe i dugme za promjenu okvira su prilagođeni i za dešnjake i za ljevake.
Otvor za izbacivanje čahure i zatvarač su dizajnirani tako da se mogu lako adaptirati i za upotrebu različitih kalibara koji su u planu razvoja. Zahvaljujući ovim tehničkim rješenjima, ARX-160 može koristiti NATO streljivo kalibra 5.56×45mm, ruski 7,62×39 mm te američki 6.8 mm Remington SPC. Važan novitet je i mogućnost brze zamjene cijevi. Naime, da bi se cijev odvila, dovoljno je istovremeno pritisnuti dvije polugice smještene s obje strane sanduka. Proces skidanja i zamjene cijevi obavlja se za nekoliko sekundi i čini veliki napredak za razliku od rješenja primijenjenih kod drugih pušaka, npr. FN SCAR-a ili HK 416 i 417.

### GLX-160
Beretta je za ovu automatsku pušku razvila podcijevni bacač granata GLX-160 kalibra 40 mm koji dizajnom podsjeća na američki M203. Iako je GLX-160 odlično oružje, ono ne predstavlja nikakvo revolucionarno rješenje. Proizveo ga je Galileo Avionica te se radi o jednom od najmodernijih, kompaktnih i lakih sustava ovog tipa koji trenutno postoje na svijetu. Zahvaljujući balističkom računalu, GLX-160 omogućava postizanje velike "first hit" preciznosti kako sa stacionarnim tako i s pokretnim ciljem. Riječ je o malom (16x5x9 cm) i lakom (380 gr.) bacaču granata.
GLX-160 poznat je pod komercijalnim nazivom SCORPIO te koristi "laser eye safe classe 1" sustav koji ima domet od 400 metara te koristi dvije litijske baterije a može upotrebljavati i obične AA baterije. Opremljen je s dva dugmeta koja su označena slovima S i D koja omogućavaju da se uređaj programira za djelovanje protiv nepokretnih (statičkih) ili pokretnih (dinamičkih) ciljeva.

### ICWS ciljnik
Na oružje se serijski ne ugrađuju mehanički čelićni ciljnici ali je predviđeno njihovo montiranje kao i mogućnost postavljanja optike.
Tvrtka Galileo Avionica (u suradnji s Berettom) proizvela je inovativan nišanski sustav Individual Combat Weapon System (ICWS) koji se montira na gornju Picatinny šinu. ICWS je poznat i pod nazivom ASPIS te je namijenjen promatranju i nišanjenju mete tijekom dana i noći u svim vremenskim uvjetima. Funkcionira tako da podatke prikupljene od senzora prikazuje na okularu putem OLED displayja. Također, ICWS je opremljen jednom termo kamerom koja radi između 8 i 12 mikrona (IC kanal) kao i jednom TV kamerom (video kanal). Prva kamera ima vidno polje od 18,5°x13,9° a druga 8,8°x6,6°. Termo kamera omogućava otkrivanje čovjeka na 800 metara ili tenka na 1.300 metara. S druge strane, TV kamera može otkriti vojnika na udaljenosti od 2 km.
Slika koju snimi ICWS može biti ponovljena na monokular viziru HMD putem bluetootha dok se u slučaju ometanja, povezivanje može izvesti i kablom. To omogućava da se izvrši gađanje a da strijelac ostane zaklonjen iza nekog ugla eksponirajući samo oružje. Radi se o famoznom "shoot arround the corner" a sličan sustav CornerShoot razvio je i Izrael. Od ostalih mogućnosti, ICWS ima taster smješten na prednjem gornjem dijelu koji omogućava (bez sklanjanja ruku s oružja) da aktivira radio i pošalje slike s ICWS na HDM i aktivira dva laserska obilježivača kojima je puška opremljena (jedan za vidno polje a drugi za IC) za instinktivno gađanje.
ICWS je svojim mjerama veoma kompaktna vojna oprema. Dug je svega 30 cm, širok 5,5 cm, visok 14 cm te teži manje od jednog kilograma.

## Inačice
- ARX-160: osnovna inačica.
- ARX-160SF
- ARX-100: poluautomatska inačica namijenjena isključivo civilnom tržištu.

## Usporedba s AR-70/90
Model AR-70/90 kojim se Beretta ponosi, potječe iz 1960-ih godina, iako je taj model puške uveden u naoružanje talijanske vojske tek početkom 1990-ih. Među mane ove inačice spadaju problemi s korištenjem dodatne opreme čime bi se povećala vatrena moć oružja. S druge strane, novi ARX-160 predstavlja generacijski skok iako u sebi ima mnoga tradicionalna rješenja, npr. sustav funkcioniranja po principu pozajmnice barutnih plinova. Međutim, ARX-160 ima i inovativna rješenja poput poput brze zamjene cijevi i široke primjene polimera pri izradi dijelova.

## Korisnici
- Italija: puška je u službi talijanskih oružanih snaga[1] od 2012. godine.[2]
- Albanija:[3] albanske specijalne vojne snage koriste ARX-160 u mirovnoj misiji u Afganistanu pri osiguravanju točke pri granici s Pakistanom.[4]
- Egipat: egipatska mornarica[1] je kupila 500 pušaka.[3]
- Kazahstan: kazahstanske specijalne vojne snage[1] nabavile su inačicu koja koristi sovjetsko 7,62×39 mm streljivo[2] a uz oružje je nabavljen i GLX-160 bacač granata.[5]
- Meksiko: meksička vojska je kupila ukupno 3000 pušaka.[3] Također, među korisnicima je i meksička savezna policija.[1]
- Turkmenistan: turkmenistanska vojska[1][6] je naručila ukupno 1680 pušaka i 150 bacača granata.[7]

## Vanjske poveznice
- Zrno.ba - BERETTA ARX-160 5,56mm
- ITALY’S NEXT GENERATION RIFLE: THE ARX 160  Arhivirana inačica izvorne stranice od 8. prosinca 2015. (Wayback Machine)